# Пьеро ди Козимо
Не путать с Пьеро ди Козимо Медичи
Пье́ро ди Ко́зимо, Пьеро ди Лоренцо ди Пьеро д’Антонио Убальдини (Piero di Cosimo; 2 января 1462, Флоренция — 12 апреля 1522, Флоренция) — итальянский живописец, маньерист флорентийской школы. Ученик Козимо Росселли.

## Биография
Родился в 1462 году во Флоренции, в семье скромного ремесленника-жестянщика Лоренцо ди Пьетро д’Антонио. Он был старшим из четырёх братьев. С 1480 года работал подмастерьем живописца Росселли, в честь которого он взял себе имя «Козимо» и на дочери которого он женился.
27 октября 1481 года Пьеро ди Козимо вместе с Росселли и другими флорентийскими художниками: Сандро Боттичелли, Доменико Гирландайо, Перуджино, Бьяджо д'Антонио, был приглашён папой Сикстом IV для росписи боковых стен Сикстинской капеллы в Ватикане. Фрески, доставшиеся Росселли, были частично выполнены Пьеро ди Козимо.
В 1483 году он вернулся во Флоренцию. В 1498 году его имя зафиксировано в качестве главы семьи и владельца дома на виа делла Скала, унаследованного от его родителей, с домами, виноградниками и оливковыми деревьями в Карминьяно. В 1503 году он стал членом объединения художников «Братство Святого Луки» (Compagnia di San Luca), а 8 мая 1504 года — «Искусства Медичи» (Arte dei Medici).
Художник скончался во время эпидемии чумы во Флоренции 12 апреля 1522 года.

## Творчество
Как и многие другие флорентийские художники того времени: Сандро Боттичелли, Козимо Росселли, Пьеро находился под влиянием проповедей доминиканского монаха Джироламо Савонаролы. Этим объясняют его пристрастие к мрачным темам и жестоким сюжетам, а также то обстоятельство, что художественный стиль Высокого Возрождения не оказал на него большого влияния, и он сохранил натуралистическую манеру предыдущего периода кватроченто.
В картинах Пьеро ди Козимо «обнаруживаются разнородные культурные отсылки, начиная от ясности фламандских примитивов и кончая экспрессивным зарядом Леонардо и нервной нестабильностью Филиппино Липпи. Этот эклектизм делает его аутсайдером, всегда балансирующим между ностальгическим возвращением к прошлому и внезапным порывом к маньеризму. Вазари рассказал о его уникальной личности, назвав её „абстрактной и непохожей изобретательностью“».
Некоторые из живописных произведений Пьеро ди Козимо выполнены в длинном «пейзажном» формате, используемом для росписей крышек свадебных сундуков «кассоне». Он также, по свидетельству Вазари, прославился тем, что создавал временные декорации для карнавалов и других уличных праздников во Флоренции. Одно из таких шествий в конце карнавала 1507 года, иллюстрировало «торжество смерти». В книге Вазари приводится много историй об эксцентричном поведении художника.
Пьеро ди Козимо, заимствовав живописную технику у нидерландских мастеров, с необычайной точностью изображал мир растений и животных. Пьеро пользовался репутацией замечательного портретиста: самая известная его работа в этом жанре — портрет красавицы Симонетты Веспуччи, возлюбленной Джулиано Медичи и Сандро Боттичелли.
Художник не был непосредственно связан с двором Медичи, но часто выполнял придворные заказы. Ученик Козимо Росселли, Пьеро смог полностью раскрыть свой талант лишь в конце творческого пути, под влиянием творчества Леонардо, Филиппино Липпи и молодого Рафаэля Санти. В свою очередь он оказал значительное влияние на своих однокурсников: Альбертинелли и Бартоломео делла Порта и был учителем Андреа дель Сарто.

## Галерея

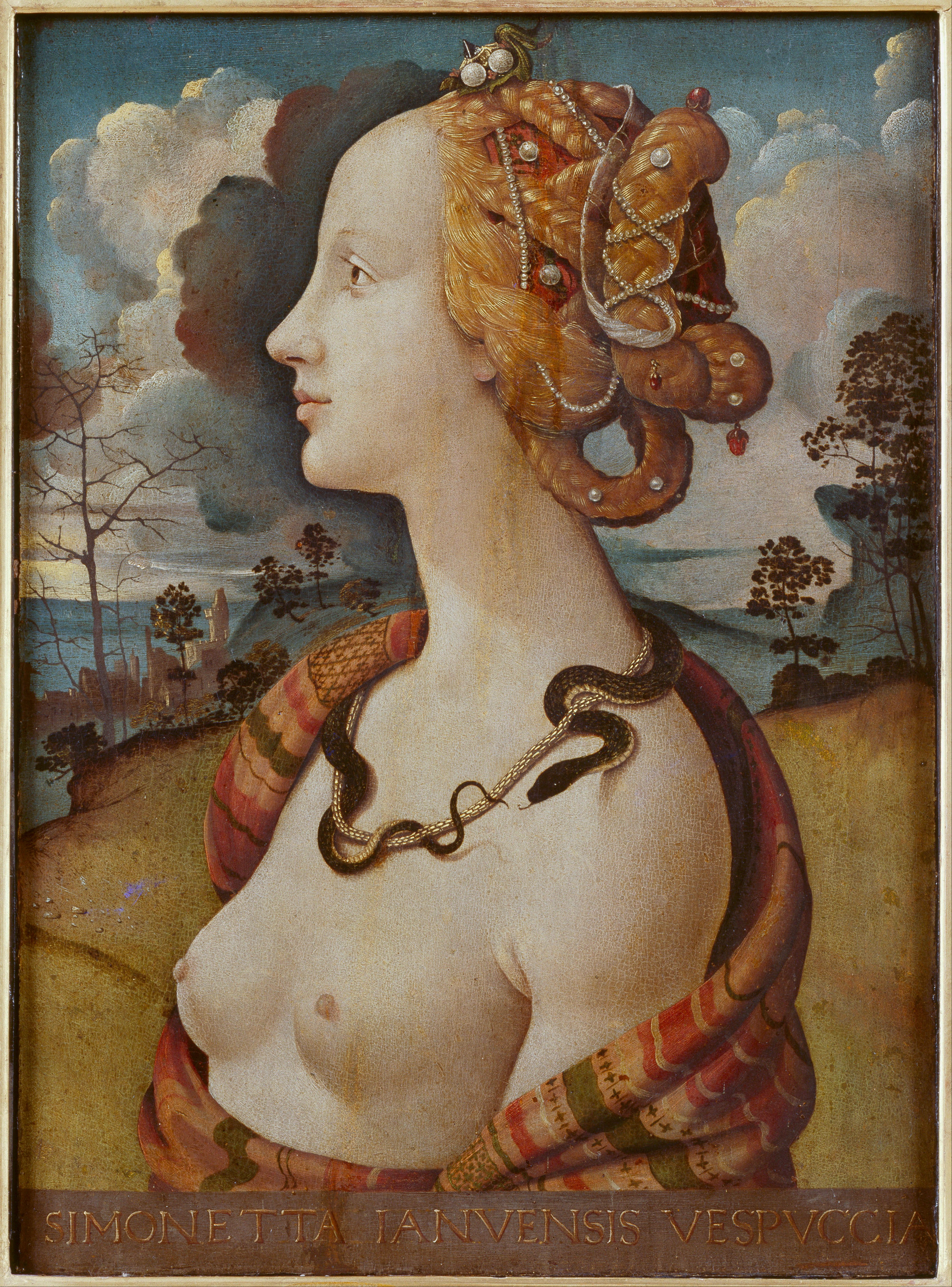
Портрет Симонетты Веспуччи. 1490. Дерево, темпера. Шантийи, Музей Конде
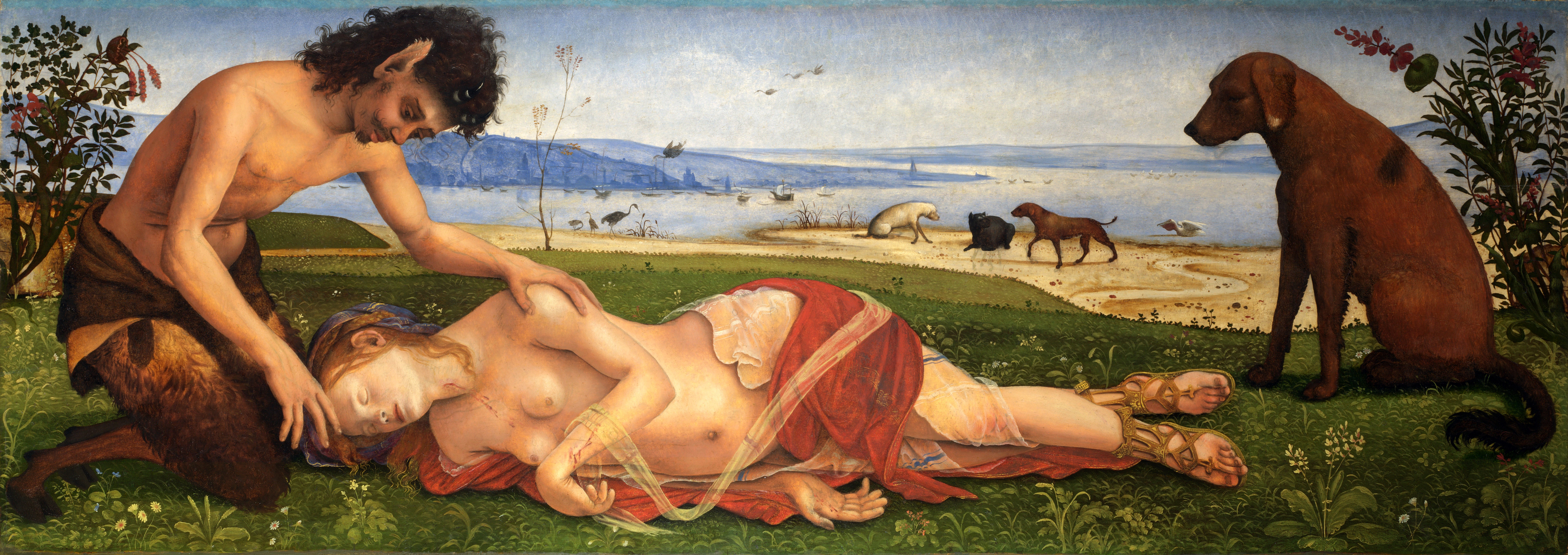
Смерть Прокриды, Ок. 1485. Дерево, масло. Национальная галерея, Лондон
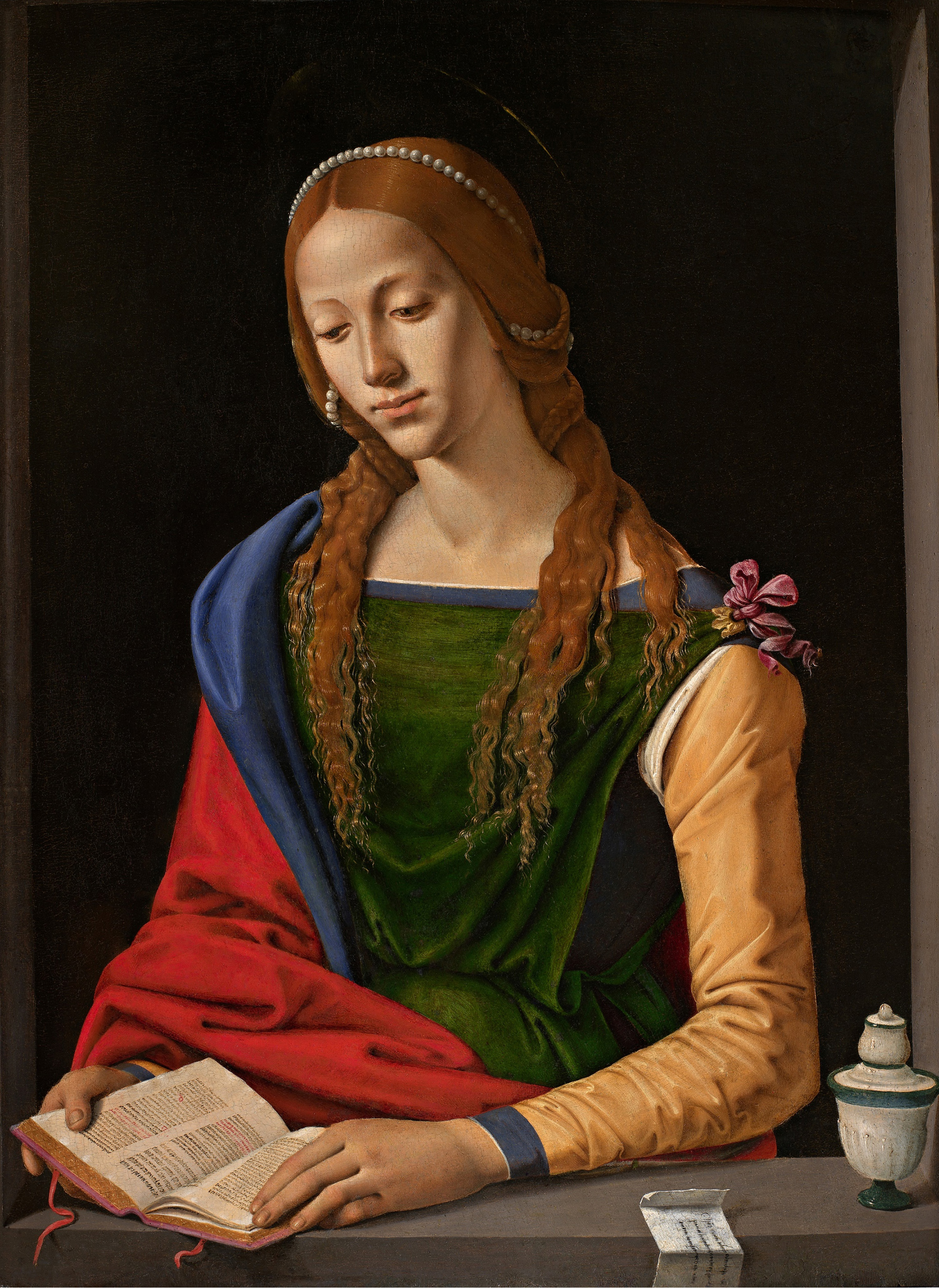
Портрет женщины в образе Марии Магдалины. Ок. 1493. Дерево, темпера. Национальная галерея Палаццо Барберини, Рим
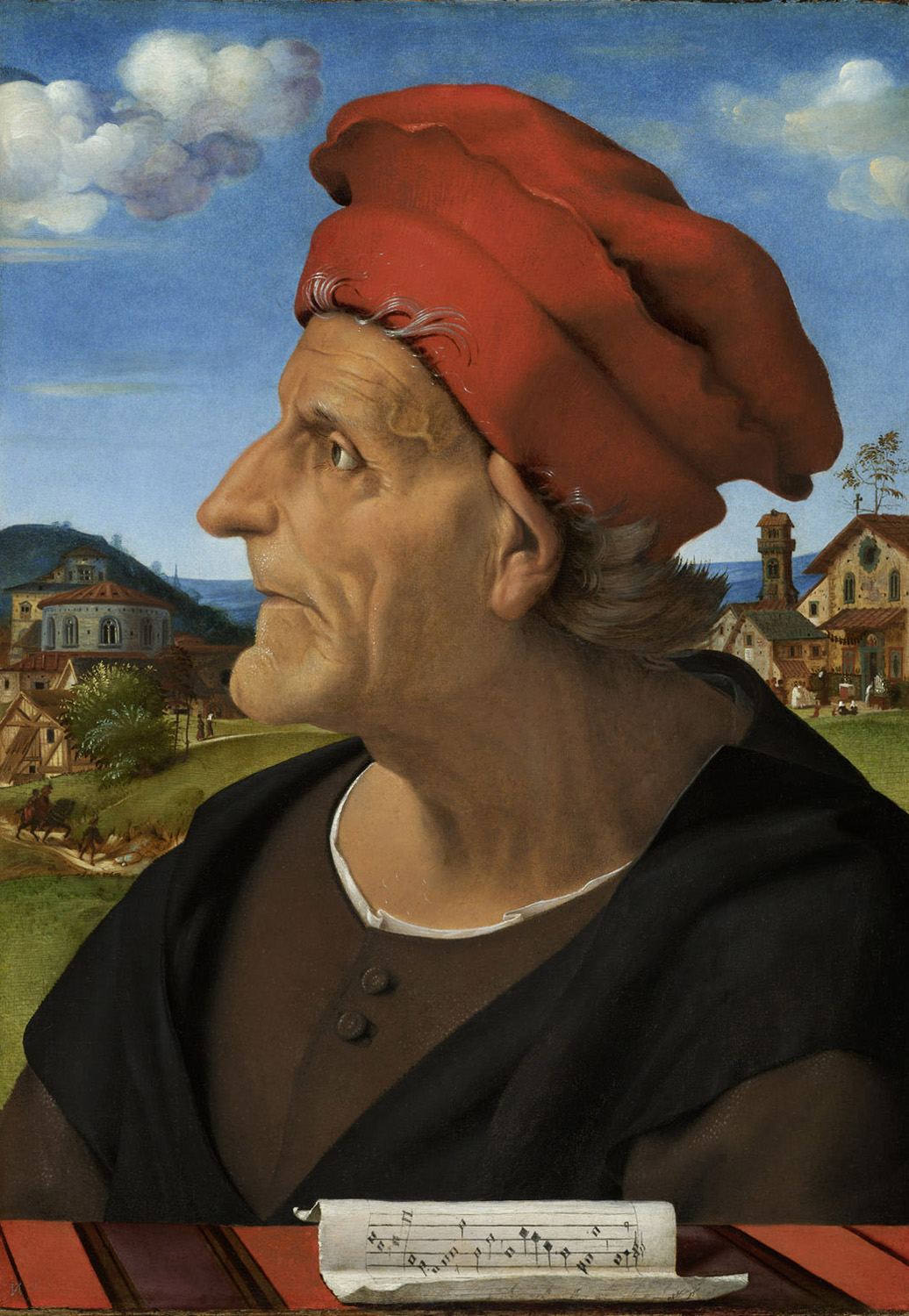
Портрет Франческо Джамберти. Ок. 1482. Дерево, масло. Рейксмюсеум, Амстердам
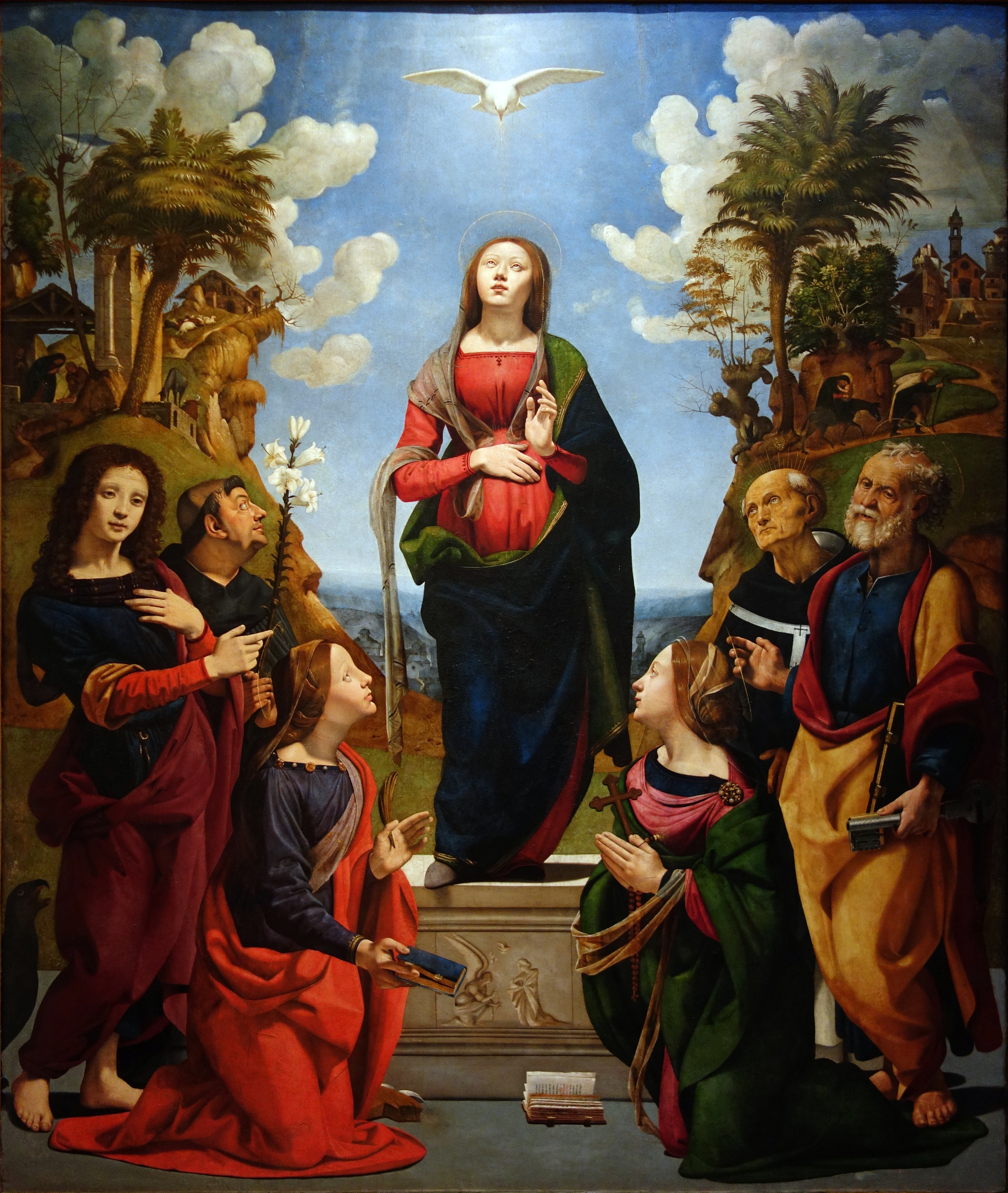
Непорочное зачатие (Инкарнация Иисуса). Мария и святые: Екатерина, Маргарита, Евангелист Иоанн, Пётр, Филипп Бенициус, Антонин Флорентийский. 1505. Дерево, темпера. Уффици, Флоренция
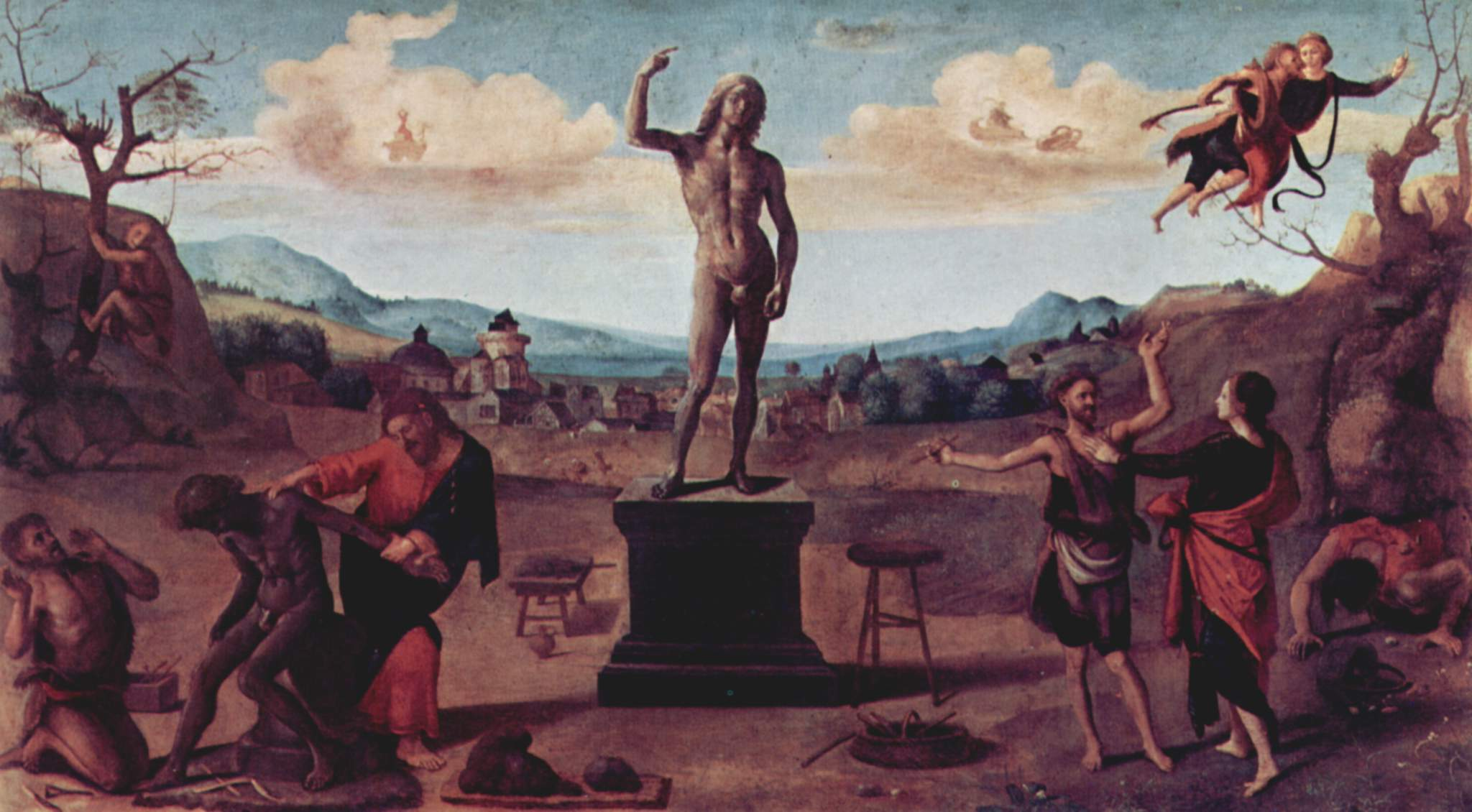
Миф о Прометее. 1510—1520. Дерево, масло. Старая пинакотека. Мюнхен
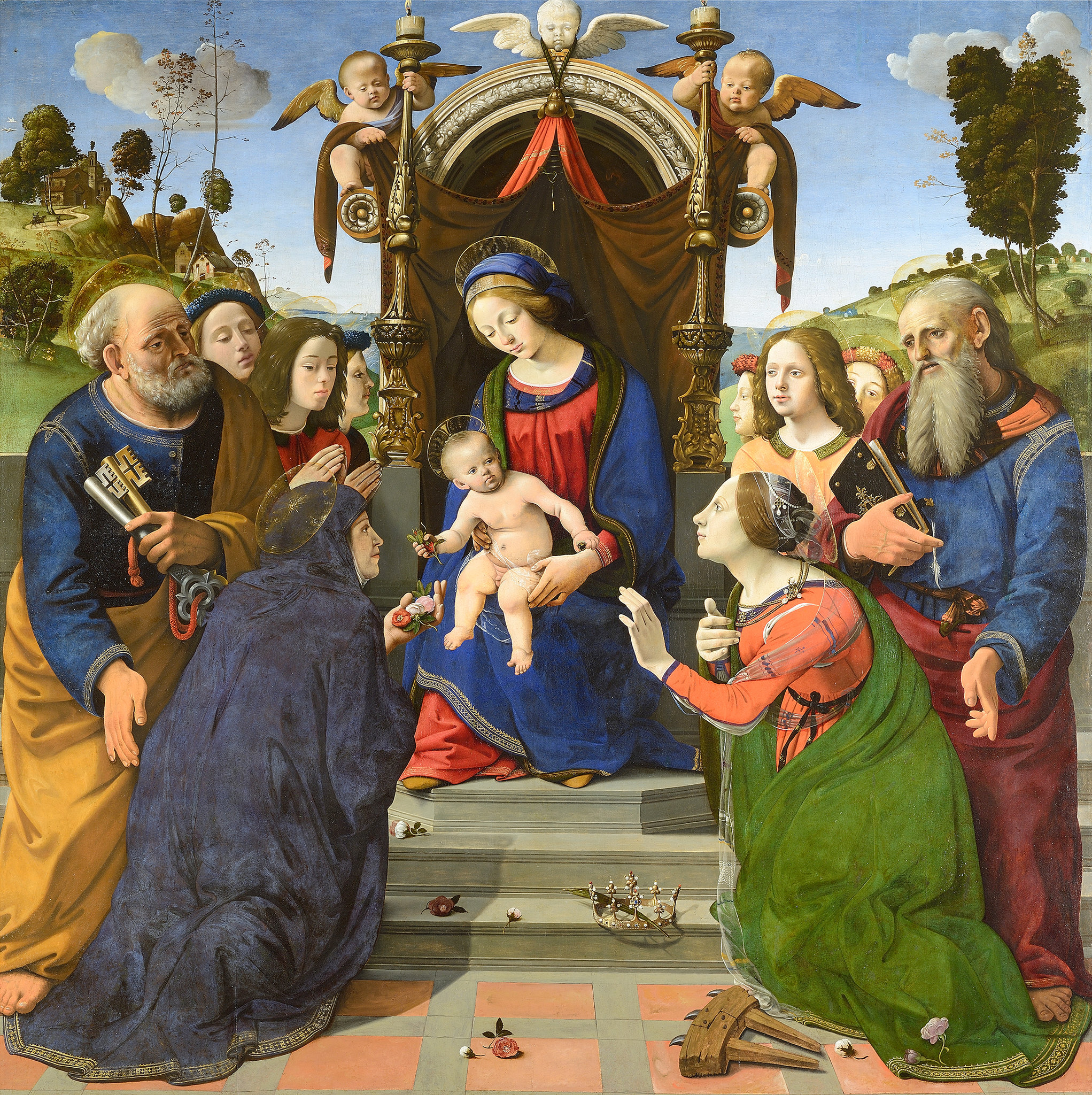
Мистическое обручение святой Екатерины Александрийской. Мария с Младенцем, ангелы, святая Екатерина Александрийская, святая Роза из Витербо, святые Пётр и Иоанн Креститель. 1493. Дерево, масло. Музей Оспедале дельи Инноченти, Флоренция
Лесной пожар. 1505. Дерево, масло. Музей Эшмола, Оксфорд, Англия